# Richard Schuck
Richard Karl Schuck (* 11. August 1891 in Ludwigshafen am Rhein; † 4. November 1914 in der Jade) war ein deutscher Fußballspieler. Er starb beim Untergang der Yorck.

## Karriere

### Vereine
Der Ludwigshafener Schuck gehörte während seines Wehrdienstes Holstein Kiel als Mittelfeldspieler an, für den er in der Bezirksliga Kiel aktiv gewesen ist und 1911 die Bezirksmeisterschaft gewann. Infolgedessen nahm er mit seiner Mannschaft auch an der vom Norddeutschen Fußball-Verband ausgetragenen Norddeutschen Meisterschaft teil. Mit dem 5:0-Sieg beim Heider FC und dem 2:0-Sieg beim Altonaer FC von 1893 gelangte er mit seiner Mannschaft ins Finale. Gegen Eintracht Braunschweig gewann er am 23. April 1911 in Hamburg und war somit für die Endrunde um die Deutsche Meisterschaft qualifiziert. Seine beiden Endrundenspiele bestritt er am 7. und 21. Mai 1911 jeweils im heimischen Holstein-Stadion mit dem Viertel- und Halbfinale beim 3:1-Sieg über den Duisburger SpV und bei der 0:4-Niederlage gegen den BTuFC Viktoria 89.

### Auswahlmannschaft
Als Spieler der Auswahlmannschaft des Norddeutschen Fußball-Verbandes nahm er an der dritten Auflage des Wettbewerbs um den Kronprinzenpokal teil. Nach dem 2:0-Sieg über die Auswahlmannschaft des Verbandes Mitteldeutscher Ballspiel-Vereine am 9. Oktober 1910 in Leipzig und dem 11:0-Sieg über die Auswahlmannschaft des Südostdeutscher Fußball-Verbandes am 13. November 1910 in Hamburg erreichte er das Finale. Die am 25. Mai 1911 in Mariendorf bei Berlin angesetzte Begegnung mit der Auswahlmannschaft des Verbandes Süddeutscher Fußball-Vereine wurde mit 4:2 n. V. gewonnen.

## Erfolge
- Norddeutscher Meister 1911
- Bezirksmeister Kiel 1911
- Kronprinzenpokal-Sieger 1911